# Елк Тауншип (Нью-Джерсі)
Елк Тауншип (англ. Elk Township) — селище (англ. township) в США, в окрузі Глостер штату Нью-Джерсі. Населення — 4424 особи (2020).

## Демографія
Згідно з переписом 2010 року, у селищі мешкало 4216 осіб у 1474 домогосподарствах у складі 1118 родин. Було 1576 помешкань
Расовий склад населення:
| - 79,7 % — білих - 14,8 % — чорних або афроамериканців - 0,6 % — азіатів - 0,5 % — корінних американців - 1,7 % — осіб інших рас |

До двох чи більше рас належало 2,6 %. Частка іспаномовних становила 5,1 % від усіх жителів.
За віковим діапазоном населення розподілялося таким чином: 23,8 % — особи молодші 18 років, 64,2 % — особи у віці 18—64 років, 12,0 % — особи у віці 65 років та старші. Медіана віку мешканця становила 39,6 року. На 100 осіб жіночої статі у селищі припадало 95,9 чоловіків;  на 100 жінок у віці від 18 років та старших — 96,8 чоловіків також старших 18 років.
Середній дохід на одне домашнє господарство  становив 86 650 доларів США (медіана — 67 321), а середній дохід на одну сім'ю — 105 493 долари (медіана — 93 271). Медіана доходів становила 62 708 доларів для чоловіків та 62 979 доларів для жінок. За межею бідності перебувало 7,5 % осіб, у тому числі 1,3 % дітей у віці до 18 років та 5,3 % осіб у віці 65 років та старших.
Цивільне працевлаштоване населення становило 1877 осіб. Основні галузі зайнятості: освіта, охорона здоров'я та соціальна допомога — 32,7 %, науковці, спеціалісти, менеджери — 10,7 %, транспорт — 7,6 %, мистецтво, розваги та відпочинок — 7,6 %.